# 平下山口
平下山口（たいら しもやまぐち）は、福島県いわき市の大字である。郵便番号は970-0226。

## 地理
いわき市中央部の平地区に属し、地区内南部に位置する。西から北にかけ平上高久、東で平下高久、平鶴ケ井、南で平上山口、中央台高久とそれぞれ隣接する。概ね町村制施行以前の磐前郡下山口村の流れを汲む地域であり、二級水系滑津川支流の山口川の下流域とその支流の流域を範囲とする。南西側の丘陵部の造成に伴い、一部が中央台高久として分離された。内郷御厩町に所在するいわき中央警察署及び平字正内町に所在する平消防署がそれぞれ管轄にあたる。

### 主な字
字
- 妻
- 妻館
- 内田
- 湯ノ口
- 地切

- 中内
- 上地切
- 長作
- 平野
- 鬼渡

- 皀内
- 狐田
- 後生郎
- 三島
- 小館

- 窪田
- 高塚
- 熊ノ下

## 河川
- 山口川 - 二級水系滑津川支流
  - 神下川
  - 小萱溜池

## 歴史
- 1879年1月27日 - 平藩領下山口村が福島県内における郡区町村制の施行により磐前郡の村となる[4]。
- 1889年4月1日 - 町村制の施行により下山口村が神谷作村、上山口村、下高久村と合併し、磐前郡高久村が発足する。旧下山口村域は高久村の大字となる[4]。
- 1896年4月1日 - 磐前郡と周辺郡との合併により石城郡が発足し、石城郡高久村となる[4]。
- 1954年10月1日 - 高久村が平市と合併し、平市の大字となる[4]。
- 1966年10月1日 - 平市が磐城市・常磐市・内郷市・勿来市、石城郡小川町・遠野町・四倉町・川前村・田人村・好間村・三和村、双葉郡久之浜町・大久村と合併しいわき市となり、いわき市平地区の大字となる[4]。
- 1995年12月 - 南西側の丘陵地の一部が宅地造成に伴い中央台高久として分離される[5]。

## 世帯数と人口
2023年10月31日現在の世帯数と人口は以下の通りである。
| 大字     | 世帯数 | 人口  |
| -------- | ------ | ----- |
| 平下山口 | 41世帯 | 106人 |

## 小・中学校の学区
市立小・中学校に通う場合、学区は以下の通りとなる。
| 番地 | 小学校               | 中学校               |
| ---- | -------------------- | -------------------- |
| 全域 | いわき市立高久小学校 | いわき市立藤間中学校 |

## 交通

### 道路
- 福島県道378号高久鹿島線 - 北西端の一部をかすめる。
  - 八ツ海橋
- 一級市道下高久上蔵持線

## 施設
- 下山口集落センター
- 真言宗光照寺
- 二荒神社